# 大主教橋
大主教橋（法語：Pont de l'Archevêché，發音：[pɔ̃ də laʁʃəvɛʃe]）是位於法國巴黎塞納河上的一座橋樑。大主教橋修建於1828年。大主教橋是巴黎塞納河上的橋樑中長度最短的一座橋樑。

## 外部連結
- （法文） Mayor of Paris' website
- （法文） Structurae （页面存档备份，存于）
- Satellite View from Google Map
- （法文） http://www.lefigaro.fr/actualite-france/2008/09/14/01016-20080914ARTFIG00013-une-vedette-de-plaisance-sombre-sur-la-seine-.php （页面存档备份，存于）